# Монтекопіоло
Монтекопіоло (італ. Montecopiolo) — муніципалітет в Італії, у регіоні Марке,  провінція Пезаро і Урбіно.
Монтекопіоло розташоване на відстані близько 220 км на північ від Рима, 100 км на захід від Анкони, 45 км на захід від Пезаро, 26 км на північний захід від Урбіно.
Населення — 1122 особи (2014).

## Демографія
Населення за роками:

Станом на 31 грудня 2014 року в муніципалітеті офіційно проживали 52 іноземці з 12 країн, серед них 13 громадян країн Євросоюзу та 7 громадян України.

## Сусідні муніципалітети
- Карпенья
- Мачерата-Фельтрія
- Майоло
- Монте-Чериньоне
- Монте-Гримано
- Пеннабіллі
- П'єтраруббія
- Сан-Лео